# Carlos Martínez (Fußballspieler, 1999)
Carlos Manuel Martínez Castro (* 30. März 1999 in Santa Ana) ist ein costa-ricanischer Fußballspieler auf der Position eines Abwehrspielers.

## Karriere

### Karrierebeginn
Martínez war von 2015 bis 2017 als zweiter Costa-Ricaner Stipendiat der von Nike gesponserten Aspire Academy im Senegal. Anschließend erhielt er einen Vertrag beim belgischen Verein KAS Eupen, kam dort aber nicht zum Einsatz. Im Januar 2019 wurde er an CS Herediano ausgeliehen, kam dort aber nur in einer Halbzeit zum Einsatz. Im Juli wechselte er dann zum Guadalupe FC, wo er es in einer Saison auf 31 Einsätze brachte. Seit 2020 spielt er für AD San Carlos.

### International
Martínez  wurde wenige Tage nachdem seine Eltern von Nicaragua nach Costa Rica eingewandert waren geboren und könnte auch für Nicaragua spielen, entschied sich aber für Costa Rica.
2018 nahm er mit der Costa-ricanischen U-20-Mannschaft an der CONCACAF U-20-Meisterschaft in  den USA teil, wo er zu fünf Einsätzen kam. Als Gruppensieger qualifizierten sich die Costa-Ricaner für die Qualifikationsrunde zur U-20-Fußball-Weltmeisterschaft 2019, die aber nach einem 2:2 gegen Honduras und einer 0:4-Niederlage gegen die USA verpasst wurde.
Zu seinem A-Nationalmannschaftsdebüt kam er am 27. März 2022 im vorletzten WM-Qualifikationsspiel gegen El Salvador als er in der 73. Minute eingewechselt wurde. Auch im letzten Qualifikationsspiel wurde er eingewechselt. Zwar gewannen die Costa-Ricaner das Spiel gegen die USA, womit sie punktgleich waren, hatten aber die schlechtere Tordifferenz und verpassten damit als Vierte die direkte Qualifikation für die WM. Als Vierte waren die Costa-Ricaner aber für das Interkontinentale Play-off-Spiel gegen Neuseeland qualifiziert, den Sieger der Ozeanien-Qualifikation. In diesem Spiel wurde er zur zweiten Halbzeit beim Stand von 1:0 eingewechselt. Die Costa-Ricaner brachten das Ergebnis über die Zeit und qualifizierten sich als letzte Mannschaft für die WM-Endrunde. Kurz vor dem Play-off-Spiel hatte er noch seinen ersten Einsatz über 90 Minuten in der CONCACAF Nations League 2022/23.
Am 3. November 2022 wurde er für die WM in Katar nominiert.